# Scotopteryx subardua
Scotopteryx subardua är en fjärilsart som beskrevs av Edward P. Wiltshire 1949. Scotopteryx subardua ingår i släktet backmätare, och familjen mätare. Inga underarter finns listade.